# Williamsburg (Brooklyn)
Williamsburg New York City Brooklyn városrészének egyik körzete. Az East River partján fekvő negyedet Manhattannel a Williamsburg Bridge köti össze.  
Az 1827-ben alakult települést 1855-ben az akkor még önálló Brooklyn városához csatolták, majd 1898-ban vált New York részévé. Az 1990-es években jelentős dzsentrifikáción átesett városrészt jelenleg kortárs művészeti helyszínek, a hipszter kultúra, a vibráló éjszakai élet jellemzi, aminek köszönhetően vetült rá a "Little Berlin” melléknév. A 2000-es évek elejétől az indie rock, az electroclash zene egyik fellegvára. Különböző etnikai enklávék élnek itt, köztük olasz, lengyel, hispán, puerto ricói közösségek. Williamsburg ad otthont az egyik legnagyobb szatmári haszid zsidó közösségnek is. 
A negyednek az USA 2020-as népszámlálási adatai szerint 151 308 lakosa volt.

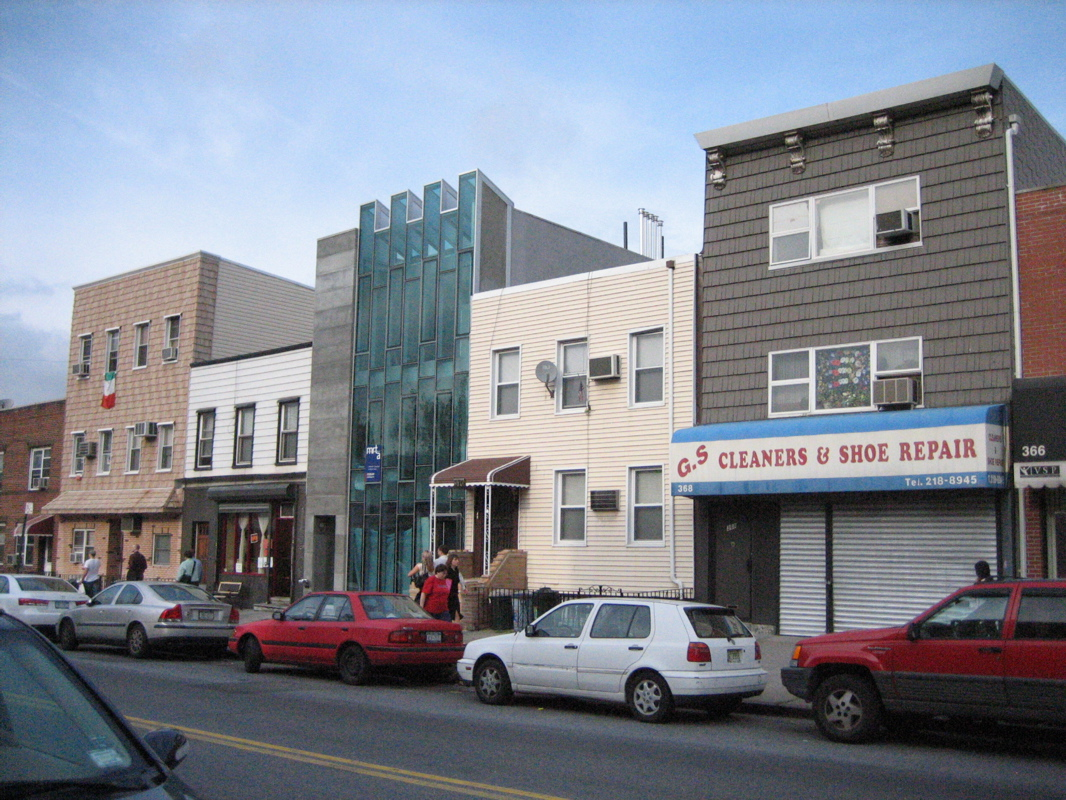
Egy felújított utca, Williamsburg, 2006
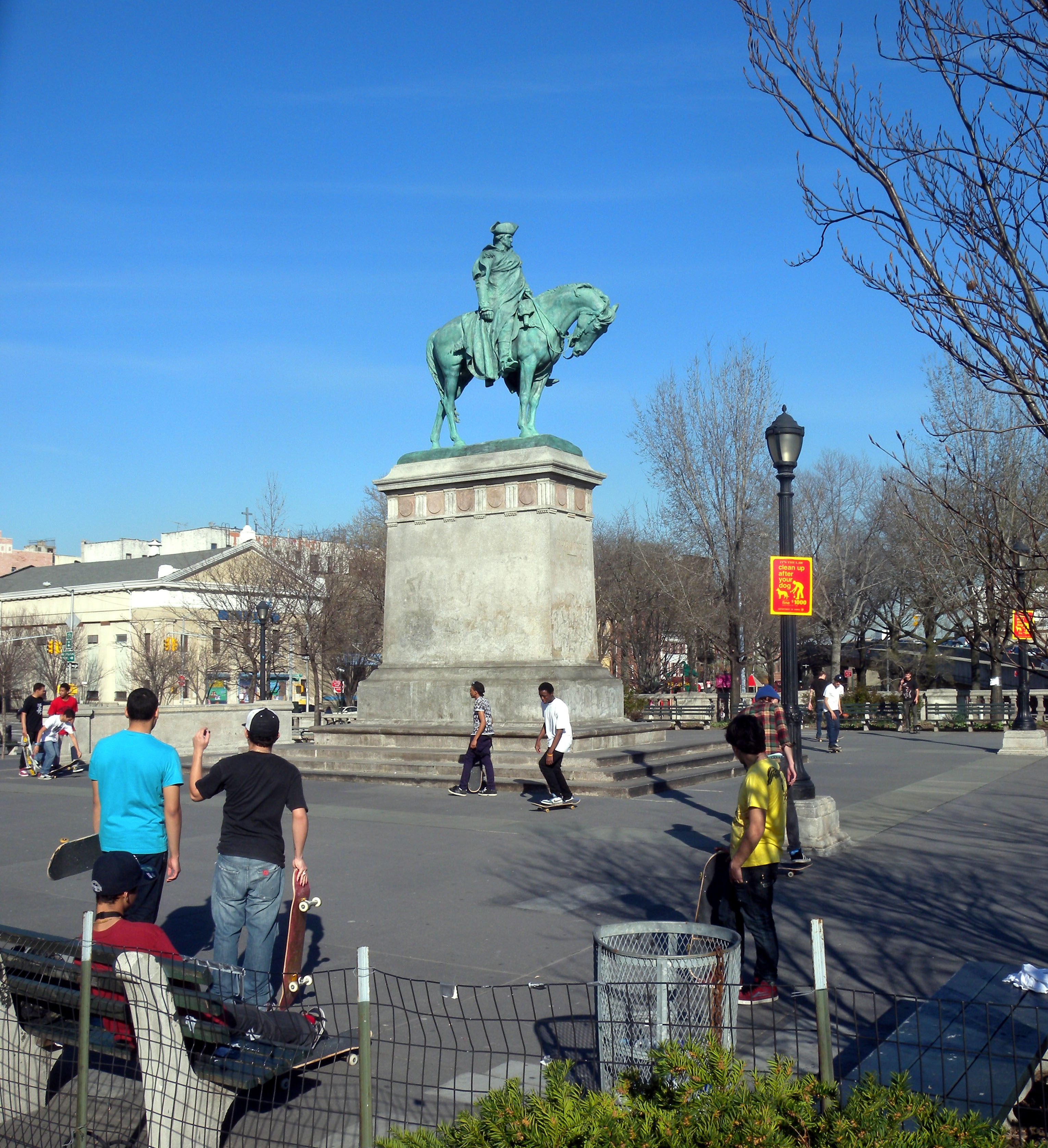
George Washington szobor (Continental Army Plaza)